# 노먼 스틴로드
노먼 얼 스틴로드(영어: Norman Earl Steenrod IPA: [ˈnɔɹmən ɜːɹl ˈstiːnɹɒd], 1910~1971)는 미국의 수학자다. 대수적 위상수학에 크게 공헌하였다.

## 생애
오하이오주 데이턴에서 태어났다. 마이애미 대학교와 미시건 대학교에서 학사 학위를 수료하였다. 1934년에 하버드 대학교에서 석사 학위를 수여받았고, 프린스터 대학교에서 박사 학위를 수여받았다.
1939년~1942년 동안 시카고 대학교에 있었고, 1942년~1947년 동안 미시건 대학교에 있었다. 1947년부터 프린스턴 대학교 교수로 있었다.
1971년 10월 14일 프린스턴에서 사망하였다.

## 같이 보기
- 에일렌베르크-스틴로드 공리
- 올다발
- 스틴로드 대수